# Bartomeu Bosch i Puig
Bartomeu Bosch i Puig (Arenys de Mar, 1850 - ?) fou un polític català, diputat a les Corts Espanyoles durant la restauració borbònica.
Advocat i diputat de la diputació de Barcelona. En 1884-1885 fou secretari de l'Ateneu Barcelonès. Fou elegit diputat pel Partit Conservador pel districte de Mataró a les eleccions generals espanyoles de 1896 gràcies a la retirada de Joaquim Valentí i Fontrodona i a un pacte amb els liberals, que s'assegurarien l'escó en les següents eleccions.